# Coelioxys latefasciata
Coelioxys latefasciata är en biart som beskrevs av Morawitz 1886. Coelioxys latefasciata ingår i släktet kägelbin, och familjen buksamlarbin. Inga underarter finns listade i Catalogue of Life.